# Faber est suae quisque fortunae
Faber est suae quisque fortunae è una locuzione latina che significa «ciascuno è artefice della propria sorte»; in luogo di quisque si trova talvolta unusquisque.
La locuzione è presente nella seconda delle due Epistulae ad Caesarem senem de re publica (De rep., 1, 1, 2) attribuite a Sallustio, ma di autenticità molto discussa (non è improbabile vederle citate come opere dello Pseudo-Sallustio).
La frase, che nel tempo ha avuto molto successo e molte rielaborazioni (tra cui Homo faber fortunae suae), è attribuita nell'opera di Sallustio al console Appio Claudio Cieco (Appius Claudius Caecus): in carminibus Appius ait, fabrum esse suae quemque fortunae (la forma diversa è soltanto dovuta alla costruzione della proposizione oggettiva in latino).

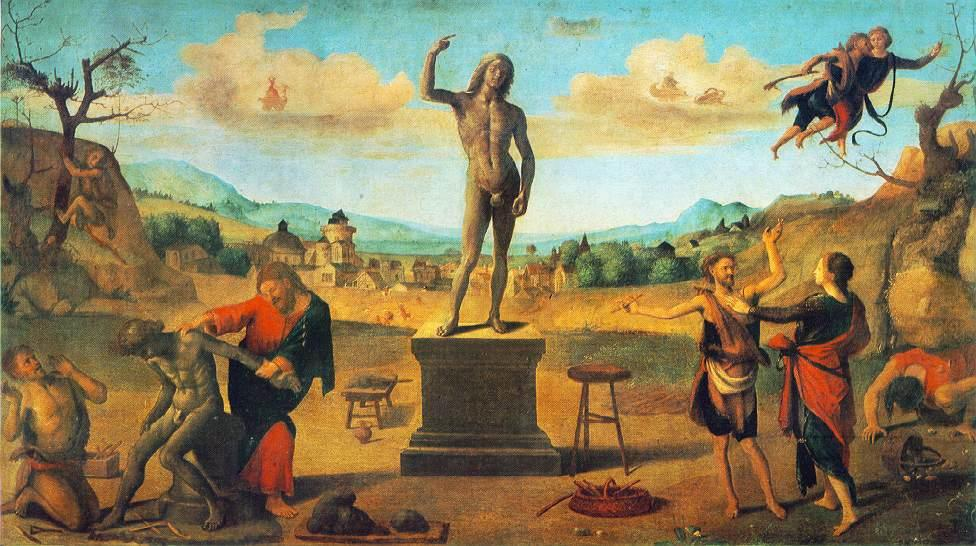
Prometeo plasma l'uomo, olio su tela di Piero di Cosimo (1515)

L'espressione è caratteristica della teoria dell'homo faber, secondo cui l'unico artefice del proprio destino è l'uomo stesso; viene talvolta vista come un iniziale contrapporsi dell'uomo romano all'idea del fato (dominante nel mondo classico), per essere responsabile protagonista delle sue azioni o nella lotta contro il bisogno e la miseria.
Questa teoria verrà in seguito sviluppata soprattutto durante l'Umanesimo e il Rinascimento, specialmente alla luce della riconsiderazione del rapporto tra virtù e fortuna intesa come destino e dell'uomo in genere. Se, infatti, nel Medioevo l'uomo è considerato succube del destino, nell'Umanesimo e nel Rinascimento esso è visto come intelligente, astuto ed energico, e perciò capace di utilizzare al meglio ciò che la natura gli offre ed essere dunque artefice del proprio destino.
Forte sostenitore di questa visione dell'uomo è stato il filosofo Giordano Bruno.